# エア・カナダタンゴ
エア・カナダ・タンゴ （英:Air Canada Tango）はかつてカナダに存在した格安航空会社である。モントリオールに本社を置いていた。
エア・カナダタンゴとも呼ばれる。

## 歴史
2001年にエア・カナダの格安航空子会社として設立され、トロント、オタワ、モントリオール、カルガリー、バンクーバーのような主要都市間を運航していた。
2003年にエア・カナダ・タンゴという会社自体は清算されているが、料金体系として「Tango」という名称が残っている。

## 特徴
運用コストを削減するために2001年に設立されたエア・カナダの低コストの子会社であった。
通常のエア・カナダのようにビジネスクラスでというよりむしろ完全なエコノミークラスで構成されていた。
ロゴや座席などにみられる特有の紫色を特徴としてました。
Tangoの名前の由来は、"Tan and Go"　から来ている。

## 保有機材
- Airbus A320-200 12機
- Boeing 737-200 8機

## 参考
- Tango fleet list at planespotters.net